# Command & Conquer: Yuri's Revenge
Command & Conquer: Yuri's Revenge là một phiên bản mở rộng của Command & Conquer: Red Alert 2, phát triển bởi hãng Westwood Studios. Game được phát hành ở Bắc Mỹ vào ngày 10 tháng 10 năm 2001. bởi EA Games. Trò chơi tập trung vào ý tưởng của một nhân vật lưu vong thuộc phe Xô Viết tên Yuri, một nhân vật bí ẩn đã thành lập một đội quân bí mật của riêng mình và đang đe doạ sự tự do suy nghĩ của thế giới.

## Cốt truyện
Trong Command and Conquer: Yuri's Revenge, cốt truyện bắt đầu sau khi Đồng Minh chiến thắng trong Red Alert 2. Câu chuyện dựa trên Yuri, người đứng đầu cũ của đội quân Psychic Corps của Xô Viết, người đã rời khỏi nơi ẩn náu để chiếm lấy thế giới bằng cách sử dụng Psychic Dominator, một thiết bị này có thể kiểm soát trí não tất cả mọi người trên thế giới.
Game bắt đầu bằng một cuộc họp báo của tổng thống tại Nhà Trắng liên quan đến Yuri và cách mà ông ta chiếm lấy thế giới bằng cách sử dụng khả năng ngoại cảm của mình. Yuri gián đoạn cuộc họp và giải thích kế hoạch thống trị thế giới của mình, tiết lộ với Tổng thống Hoa Kỳ Michael Dugan rằng ông ta đã thiết lập xong một mạng lưới Psychic Dominator trên thế giới. Một trong số đó nằm trên đảo Alcatraz ở San Francisco, vừa được Yuri kích hoạt ngay trước khi ông ta cắt đứt liên lạc tới Nhà Trắng. Ngay lập tức Dugan lệnh cho một cuộc không kích khẩn cấp vào thiết bị, nhưng tất cả máy bay tấn công đều bị bắn hạ, may thay một chiếc trong số đó rơi trúng vào một nhà máy điện hạt nhân trên đảo khiến Psychic Dominator mất năng lượng và ngừng hoạt động. Mặc dù vậy, Yuri vẫn kích hoạt các Psychic Dominator còn lại của ông ta trên khắp thế giới và phần lớn bề mặt hành tinh nhanh chóng nằm dưới sự kiểm soát của Yuri. 

### Chiến dịch Đồng Minh
Chiến dịch Đồng Minh bắt đầu với việc người chơi được điều tới San Francisco để bảo vệ cỗ máy thời gian của giáo sư Albert Einstein mà quân Đồng Minh lên kế hoạch sử dụng nó để đi về quá khứ và ngăn chặn Yuri kích hoạt hệ thống Psychic Dominator. Nhưng cỗ máy không đủ năng lượng để hoạt động, do đó người chơi phải chiếm các nhà máy điện trong thành phố. Sau khi nhận được đủ điện năng, người chơi đã thành công trong việc du hành vược thời gian, nhưng vào đúng thời điểm quân Xô Viết đang mở cuộc tấn công xâm lược San Francisco. Xô Viết bị bất ngờ bởi quân tiếp viện của Đồng Minh đến từ tương lai và Psychic Dominator được xây dựng trên đảo Alcatraz bị phá hủy. Với chiến thắng đáng ngạc nhiên này, kế hoạch của Yuri lẫn Xô Viết đều bị rối loạn và khiến cho cả hai phe này bị sốc.
Người chơi sau đó được điều tới Los Angeles, lúc này đang rơi vào sự khống chế của Yuri và tình báo của quân Đồng Minh phát hiện ra việc Yuri đã cho xây dựng một vài Grinder để tàn sát dân số thành phố thành nguyên vật liệu để tài trợ cho nỗ lực chiến tranh của ông ta. Các Grinder và phần còn lại của lực lượng của Yuri trong thành phố đều bị phá hủy và Los Angeles được giải phóng. Với mất mát quan trọng này, Yuri buộc phải tìm một nguồn thu nhập mới và tìm thấy Chủ tịch của công ty Massivesoft Corporation (dựa trên chủ tịch Bill Gates của công ty Microsoft Corporation lừng danh) tại Seattle. Nhận được lời kêu cứu của giám đốc điều hành, Tướng Carville, người vẫn còn sống trong dòng thời gian này đã ra lệnh cho người chơi giải phóng Massivesoft Corporation cùng vị giám đốc điều hành, đồng thời phá hủy bệ phóng tên lửa hạt nhân mà Yuri xây dựng trong thành phố. Bệ phóng nhanh chóng bị phá hủy và Massivesoft được giải thoát. Không còn phải tài trợ cho nỗ lực chiến tranh của Yuri, vị Chủ tịch của Massivesoft Corporation quyết định tài trợ cho quân đội Đồng Minh để trả ơn.
Tuy nhiên, trong lúc quân Đồng Minh liên tiếp giành được những chiến thắng quan trọng, Yuri đã bắt giữ Albert Einstein và buộc ông phải làm việc tại một căn cứ gần Đại Kim Tự tháp (mặc dù Trung úy Eva Lee gọi nó là "Kim Tự tháp to lớn" - Large Pyramid trong game) để Psychic Dominator có thể hoạt động sớm hơn. Tư lệnh (người chơi) nhanh chóng tới Ai Cập, giải cứu Einstein trước khi phá hủy căn cứ của Yuri cùng với Psychic Dominator. Ở trong tình thế vô cùng tuyệt vọng, Yuri lập kế hoạch bắt cóc một số nhà lãnh đạo quan trọng trên thế giới và thay thế họ bằng các bản sao trung thành với Yuri. Nhận lệnh từ tướng Carville, người chơi nhanh chóng đến Sydney, Úc để tiêu diệt nơi cơ sở nhân bản vô tính của Yuri cùng với toàn bộ quân đội của ông ta đóng tại đó.
Sau một cuộc chiến lâu dài trên hai mặt trận, quân Đồng Minh đã đánh bại được quân đội Xô Viết và lực lượng của Yuri cũng bắt đầu suy sụp. Với mục đích nhanh chóng kết thúc chiến tranh với Yuri, Xô Viết và Đồng Minh quyết định xem xét việc liên kết với nhau. Hai siêu cường sau đó đã lên kế hoạch cho một hiệp ước liên minh tại một địa điểm tối mật. Trong khi Trung úy Eva thông báo việc này cho người chơi, cô bị Yuri điều khiển và tiết lộ nơi ký hiệp ước: Tòa nhà Quốc hội Anh ở Luân Đôn, Anh. Trước tình hình khẩn cấp, tướng Carville lệnh cho người chơi đến Luân Đôn và chỉ huy quân Đồng Minh bảo vệ Tòa nhà Quốc hội bằng mọi giá. Với sự bảo vệ đó, hiệp ước được phê duyệt và ký kết và các lực lượng Xô Viết sớm tham gia vào trận chiến và căn cứ Luân Đôn của Yuri hoàn toàn bị phá hủy. Trung úy Eva định từ chức vì thất bại của mình trong việc chống lại sự kiểm soát trí não của Yuri, nhưng bị chặn lại bởi Carville người nhắc nhở rằng các nhà lãnh đạo thế giới cụng có nhiều người bị kiểm soát bởi Yuri tốt.
Đồng minh sau đó đã nhanh chóng xác định vị trí của Psychic Dominator cuối cùng đang tọa lạc ở Nam Cực cùng với một căn cứ khổng lồ của Yuri, nơi mà ông ta dự định làm bàn đạp để mở cuộc tấn công cuối cùng. Bằng cách cho quân nhảy dù xuống Tierra del Fuego để sửa chữa một căn cứ bỏ hoang của Xô Viết ở đây, một Radar Tower đã được xây dựng và quân Đồng Minh dùng Chronosphere để đưa một toán quân khác tới Nam Cực để thiết lập căn cứ của họ. Cuối cùng căn cứ của Yuri đã bị quân Đồng Minh tấn công và hủy diệt hoàn toàn.
Với việc Yuri đã bị đánh bại triệt để, ông ta bị quân Đồng Minh bắt giữ và nhốt trong một nhà tù đặc biệt do Albert Einstein tạo ra mang tên là Psychic Isolation Chamber, nơi mà Yuri "sẽ không thể có khả năng kiểm soát trí não dù chỉ là một con ruồi". Lúc này, các sự kiện của Red Alert 2 và Yuri's Revenge bắt đầu trộn lẫn với nhau. Như Giáo sư Einstein giải thích: "Một chuỗi sự kiện phải được ưu tiên hơn những cái khác", những sự kiện diễn ra trong Yuri's Revenge đã trở thành hiện thực: Tướng Carville vẫn sống và kế hoạch của Yuri vẫn thất bại.

### Chiến dịch Xô Viết
Chiến dịch Xô Viết bắt đầu với việc những lãnh đạo còn lại của Xô Viết phát hiện ra kế hoạch của Đồng Minh nhằm đi ngược thời gian. Chỉ huy của Xô Viết nhận ra rằng nếu chiếm được cỗ máy thời gian của Đồng Minh ở San Francisco, sẽ cho phép Liên bang Xô viết giành lại quyền lực cũ của nó. Một nhóm quân Xô Viết liền tiến vào San Francisco và chiếm được cỗ máy thời gian, nhưng do cỗ máy không đủ năng lượng nên người chơi phải chiếm bốn nhà máy điện trong thành phố. Khi các nhà máy phát điện nằm dưới sự kiểm soát của Xô Viết, người chơi đi trở lại trong thời gian, nhưng do sự cố của các kỹ sư Xô Viết, máy đi trở lại đến thời của khủng long. Người chơi phải bảo vệ cỗ máy thời gian khỏi những con khủng long bạo chúa cho đến khi cỗ máy nạp lại đủ năng lượng và đưa mọi người về đúng lúc Xô Viết bắt đầu cuộc tấn công xâm lược San Francisco. Người chơi nhanh chóng chỉ huy căn cứ của Xô Viết trong thành phố và phá hủy Psychic Dominator trong khi nó vẫn còn đang được xây dựng trên đảo Alcatraz.
Với sự thay đổi dòng thời gian thành công, lực lượng Xô Viết đến từ tương lai đưa một số tài liệu đặc biệt đến Moskva, trong đó nói rõ về việc Xô Viết thất trận như thế nào và mối đe dọa của Yuri. Thủ tướng Alexander Romanov lệnh cho người chơi đến miền Rừng Đen ở Đức để phá hủy phòng thí nghiệm của Einstein và mẫu thử nghiệm của Chronosphere, một cỗ máy có thể dịch chuyển quân tức thời đến bất cứ đâu ở thế giới.). Tư lệnh đã kịp thời phá hủy mối đe dọa tiềm năng này của Đồng Minh trước khi nó có thể trở thành một vấn đề thực sự, khiến quân Đồng Minh phải rút lui trên khắp các mặt trận.
Trong khi đó, tình báo Xô Viết phát hiện ra việc Yuri đã xây dựng tại Luân Đôn một Psychic Beacon (một thiết bị có thể kiểm soát tâm trí dân số của toàn bộ thành phố) và quân đội Đồng Minh đóng tại đây đã chiến đấu cho Yuri. Để ngăn chặn điều này, người chơi đã đi tới Luân Đôn và giải thoát quân Đồng Minh khỏi sự điều khiển của Yuri. Tuy nhiên Yuri cũng đã cho xây dựng một căn cứ cùng với một Psychic Dominator tại Luân Đôn, nhưng người chơi đã sớm tiêu diệt lực lượng của Yuri trong khu vực.
Ngay sau chiến thắng này, máy bay của Romanov bị bắn rơi tại Casablanca, Maroc. "Đồng chí Tướng quân" (người chơi) do đó lại phải tới thành phố để để tìm kiếm và giải cứu Romanov trước khi Yuri tìm thấy ông ta. Sau khi tìm thấy Romanov (trong đó miêu tả Romanov có vẻ như vừa có một khoảng thời gian dễ chịu khi trú ẩn ở Casablanca), quân Xô Viết tấn công tiêu diệt căn cứ của Yuri đóng xung quanh một sân bay ở thành phố và dùng sân bay này để đưa Romanov tới nơi an toàn.
Với Romanov được cứu, Tư lệnh sau đó lại chỉ huy quân đổ bộ lên một hòn đảo bí mật nằm ở ngoài khơi Thái Bình Dương nơi Yuri đã thiết lập một căn cứ tàu ngầm. Sau khi hạ cánh trên đảo, Tư lệnh nhanh chóng phá hủy căn cứ tàu ngầm của Yuri và tất cả các lực lượng còn lại. Lúc trận đánh kết thúc, Xô Viết phát hiện ra một sân bay vũ trụ của Yuri với một tên lửa đang sắp sửa phóng lên Mặt Trăng, nơi Yuri dự định đến sau khi hoàn tất âm mưu thống trị thế giới. Thế là Xô Viết dùng phi thuyền này đưa một đội quân lên Mặt Trăng, nơi họ nhanh chóng tiêu diệt căn cứ của Yuri đóng tại đó.
Thất bại trên tất cả các mặt trận, Yuri buộc phải quay về trú ẩn trong một pháo đài của tổ tiên ông ta tại Transilvania. Thú tướng Romanov ra lệnh cho người chơi tiến đánh nơi ẩn náu cuối cùng của Yuri và "đè bẹp hắn bên dưới những tảng đá". Nhưng khi đến Transilvania, người chơi phát hiện ra Yuri đã dùng hai Psychic Beacon để khống chế quân Đồng Minh và Xô Viết trong khu vực. Người chơi do đó đã thiết lập một căn cứ và mở một cuộc tấn công lớn vào lực lượng của Yuri. Lâu đài bị phá hủy và Yuri được cho là đã bị đánh bại một lần và mãi mãi.
Tuy nhiên, Yuri vẫn may mắn sống sót sự tàn phá của lâu đài và ông ta bắn tin rằng mình đã đánh cắp cỗ máy thời gian tại San Fransisco và lúc này "thế giới cùng với tất cả lịch sử của nó sẽ bị Yuri chinh phục". Nhưng điều này đã bị cản trở bởi Trung úy Zofia người đã nhanh chóng thay đổi điểm đến của máy thời gian và rút hết năng lượng khiến nó đưa Yuri về thời đại của khủng long. Yuri do đó bị mắc kẹt ở thời khủng long và được ngụ ý là bị một con khủng long bạo chúa ăn thịt.
Lúc này, với việc Yuri vĩnh viễn bị loại trừ, Xô Viết đã thống trị thế giới và bành trướng chủ nghĩa cộng sản ra ngoài phạm vi của Trái Đất, lên đến tận vũ trụ bao la.

## Các nhân vật
Trong Command & Conquer: Yuri's Revenge, khá nhiều nhân vật đã được thể hiện trên các đoạn phim video trong trò chơi. Các nhân vật chính của game là Trung úy Eva, Giáo sư Albert Einstein, Tổng thống Hoa Kỳ Michael Dugan, Tướng Carville, đặc nhiệm Tanya Adams (của phe Đồng Minh), Thủ tướng Alexander Romanov, Trung úy Zofia (của phe Xô Viết) và Yuri. Tất cả mọi nhân vật của phe Xô Viết lẫn Đồng Minh đều có một hận thù đối với Yuri và làm tất cả những gì họ có thể để ngăn chặn người đàn ông điên rồ này. Khi họ đi ngược thời gian, Yuri cố gắng bắt giữ hoặc kiểm soát tâm trí một vài nhân vật để làm có lợi thế. Tuy nhiên, các phe trên đã phản ứng nhanh chóng để đảm bảo không có thiệt hại nào.
Trong game, Thủ tướng Alexander Romanov và Tổng thống Michael Dugan lần lượt là nhà lãnh đạo của Xô Viết và Hoa Kỳ. Trung úy Zofia và trung úy Eva là người thông báo và thu thập tin tức tình báo của cả hai bên. Nhiệm vụ của họ là giúp đỡ Tư lệnh (người chơi) biết chính xác nhiệm vụ là gì và ở đâu. Tướng Carville và đặc nhiệm Tanya đều là người của quân đội Hoa Kỳ. Carville là tướng cấp cao chỉ huy lực lượng chính chống lại Yuri và Tanya là thuộc lực lượng đặc biệt. Những nỗ lực của họ là chìa khóa dẫn đến sự sụp đổ của Yuri. Cuối cùng, Yuri chính là địch thủ của trò chơi. Trong cả hai chiến dịch, ông bị đánh bại, một là bị ăn bởi một con khủng long trong chiến dịch Xô Viết, và bị bắt trong chiến dịch của Đồng Minh bởi sự kết hợp quân sự của Xô Viết và Đồng Minh.

## Cách chơi
Cách chơi của Yuri's Revenge rất giống với người tiền nhiệm Red Alert 2 của nó. Mục tiêu của game là thu thập tài nguyên, trong khi đào tạo một đội quân để bảo vệ căn cứ của người chơi và tấn công kẻ thù.

### Bổ sung
Bản mở rộng này trình bày hai chiến dịch mới, một cho Đồng Minh và một cho Xô Viết với 7 nhiệm vụ dài. Các nhiệm vụ này minh họa một số yếu tố kỹ thuật vắng mặt trong Red Alert 2, ví dụ việc đi ngược thời gian sẽ làm cho một số nhiệm vụ diễn ra trên các bản đồ khác nhau. Một phe mới được giới thiệu trong Yuri's Revenge là Yuri, có mặt trong cả hai chiến dịch là phe đối kháng chính và có thể chơi ở chế độ chơi mạng.
Một số đơn vị mới đã được thêm vào cho Đồng Minh và Xô Viết, và phe Yuri bao gồm chủ yếu là các đơn vị mới và các tòa nhà, vốn giữ lại những công nghệ của trước đây của Xô Viết công nghệ nhân bản tâm linh và Cloning Vats.
Các phe phái hiện diện trong Red Alert 2 cũng nhận được các tính năng mới. Đồng Minh đạt được một số đơn vị trọng điểm như lính chống tăng "Guardian GI", xe tăng "Battle Fortress" được sử dụng như một hầm chứa di động cho phép bộ binh tấn công từ bên trong, cũng như nghiền nát xe của đối phương, Navy SEAL (một đơn vị chỉ có trong nhiệm vụ của Red Alert 2), ngoài ra họ có thêm tòa nhà "Robot Controller" để truy cập vào "Robot Tank". Các bổ sung của Xô Viết bao gồm công trình "Battle Bunker" cho phép bộ binh phòng ngự bên trong, một đơn vị biệt kích mới tên "Boris" có khả năng đánh bại phần lớn các đơn vị mặt đất với khẩu AKM của mình và phá hủy các tòa nhà bằng cách gọi không kích, máy bay trực thăng "Siege Chopper" vừa có thể tấn công trên không vừa có thể triển khai thành một khẩu pháo, và một số bổ sung nhỏ cho các đơn vị hiện có. Ngoài việc bổ sung này, lối chơi của game không thay đổi nhiều từ bản gốc. Bị mất "Cloning Vats" và các đơn vị tâm linh cho Yuri, bù lại Xô Viết có quyền truy cập vào một tòa nhà mới, "Industrial Plant", làm giảm giá và thời gian xây dựng của các đơn vị cơ giới. Trong nhiệm vụ thứ sáu của Xô Viết, cả Yuri và Xô Viết có thể đào tạo "Cosmonauts", một phiên bản chỉnh sửa của Đồng Minh "Rocketeers", sử dụng vũ khí là súng laser.
Các vũ khí và khả năng đặc biệt khác nhau cũng đã được thêm vào: "Force Shield" sẽ trở nên có sẵn khi xây dựng các "Battle Lab" làm cho tòa nhà trên một khu vực nhỏ tạm thời bất khả xâm phạm trong khi cắt giảm toàn bộ nguồn cung cấp năng lượng của người dùng. Xô Viết có thể truy cập vào khả năng "Spy plane" từ Red Alert để có thể khám phá lãnh thổ nhưng có thể bị ngăn chặn nếu máy bay bị bắn hạ. Phe Yuri có thể sử dụng công trình "Psychic Radar" của mình để làm lộ một vùng lãnh thổ, và có thể truy cập vào 2 siêu vũ khí "Genetic Mutator" và "Psychic Dominator" được cho là mạnh mẽ như "Weather Control Device" của quân Đồng Minh và "Nuclear missile silo" của Xô Viết.
Khái niệm "Tech Building" xuất hiện trong Red Alert 2 đã được mở rộng trong Yuri's Revenge. Như trong Red Alert 2, chiếm các "Tech Building" sẽ giúp người chơi tiếp cận với các bổ sung khác nhau, nhưng các tòa nhà mới cũng đã được thêm vào với một số cái cũ đã được sửa đổi để có lợi hơn như "Hopital" có thể tự động hồi máu cho bộ binh và các đơn vị hữu cơ như "Dolphin" và "Giant Squid". "Tech Building" mới bao gồm "Tech Civilian Power Plant" cung cấp năng lượng, "Tech Machine Shop" để sửa chữa tự động cho các đơn vị cơ giới, và "Tech Secret Lab" để mở khóa các vũ khí khác không có sẵn cho phe của người chơi.

### Cân bằng
Các cộng đồng nhiều người chơi cho rằng Yuri là mạnh hơn các phe phái khác ở mọi cấp độ chơi, chủ yếu là khả năng độc đáo của mình để làm bất động và khống chế toàn bộ quân đội với "Magnetrons" và "Masterminds", cũng như nguồn thu nhập hiệu quả hơn từ "Slave Miner" so với xe khai mỏ của hai phe phái khác. Nhiều người đã cấm sử dụng các lực lượng của Yuri trong trận đấu vì các hiệu ứng mất cân bằng của họ.

## Đánh giá
Nhìn chung, đa phần các ý kiến đều đánh giá tốt Yuri's Revenge. IGN cho game điểm 8.6/10, nhận xét rằng "gives a really excellent game some really impressive enhancements."  Tuy nhiên, việc game không có chiến dịch riêng dành cho phe Yuri được xem là một khuyết điểm. Còn tạp chí Gamespot nhận xét "All its new features combine to make Yuri's Revenge ideal or even downright necessary for anyone who enjoyed Red Alert 2 và chấm 8.5/10 điểm. GameRankings cho kết quả trung bình là 85% dựa trên 31 bài phê bình .

## Các phiên bản khác của Yuri's Revenge

### Mental Omega
Mental Omega một phiên bản mở rộng không chính thức (mod) của Command và Conquer: Yuri's Revenge. Do người tên là Speeder thiết kế. Phiên bản này có thêm thêm một số đơn vị mới, cũng như ba chiến dịch mới cho mỗi phe, trong bản mở rộng này các đội sẽ có 9 màn đi cảnh - có cảnh cho phe Yuri: Epsilon. AI của game cũng thay đổi và trở nên thông minh, hành xử giống con người hơn, chiến thuật yêu cầu khó hơn. Cốt truyện trung tâm tiếp tục chiến dịch phe Xô Viết trong Yuri's Revenge, xoay quanh sự trở lại của Yuri và âm mưu của ông ta chinh phục thế giới bằng cách sử dụng một vũ khí mới được gọi là Mental Omega - sẽ được gặp trong cảnh 9 của phe Sov. và All.

### DeeZire
Deezire Lưu trữ ngày 6 tháng 1 năm 2010 tại Wayback Machine là một phiên bản mở rộng của Command Conquer: Yuri's Revenge . Giống như các bản mods khác, nó thêm vào nhiều đơn vị mới để chơi game và làm thay đổi AI của máy. Một thay đổi đáng chú ý trong Deezire là đơn vị mới Volkov, không được sử dụng trong các trò chơi bán lẻ.
Đây là một phiên bản dành cho chế độ chơi nối mạng và chơi skirmish, vì vậy Deezire không thêm bất kỳ nhiệm vụ nào, do đó nó không có cốt truyện đi kèm. Tuy nhiên, trò chơi cung cấp thông tin cho mỗi đơn vị mới được bổ sung vào trò chơi.